# 1-і Михайлоанненські Виселки
1-і Михайлоанненські Виселки (рос. 1-е Михайлоанненские Выселки) — присілок в Совєтському районі Курської області Російської Федерації.
Населення становить 101 особу. Входить до складу муніципального утворення Михайлоанненська сільрада.

## Історія
Населений пункт розташований на території українського етнічного та культурного краю Східна Слобожанщина.
Від 2004 року входить до складу муніципального утворення Михайлоанненська сільрада.

## Населення
| 2002 | 2010 |
| ---- | ---- |
| 138  | ↘101 |